# Kola Donja
Kola Donja är ett samhälle i Bosnien och Hercegovina.   Det ligger i entiteten Republika Srpska, i den nordvästra delen av landet, 140 km nordväst om huvudstaden Sarajevo. Kola Donja ligger 395 meter över havet och antalet invånare är 434.
Terrängen runt Kola Donja är kuperad åt sydost, men åt nordväst är den platt.Runt Kola Donja är det ganska tätbefolkat, med 67 invånare per kvadratkilometer.. Närmaste större samhälle är Banja Luka, 5,5 km öster om Kola Donja. 
Omgivningarna runt Kola Donja är en mosaik av jordbruksmark och naturlig växtlighet.